# Bury (Belgia)
Bury (în picardă Buri) este o localitate componentă a orașului belgian Péruwelz, situată în Regiunea Valonă, în provincia Hainaut. A fost o comună de sine stătătoare până la fuziunea comunelor din 1977.

## Istoric
Bury este așezat pe fostul drum secundar roman dintre Blicquy și Tournai. Aici au fost descoperite fragmente de ceramică sigilată (din prima jumătate a secolului I d.Hr.), provenind din diverse morminte. Primele mențiuni scrise ale satului Buria datează din anul 1147. Capela este semnalată în 1186 ca făcând parte din decanatul Saint-Brice de la Tournai, iar senioria aparținea de Leuze.
În Evul Mediu, satul era traversat de axa „Gand–Valenciennes”, ceea ce a permis dezvoltarea unor mici ateliere de fabricat ciorapi la domiciliu. În 1767, o manufactură de ciorapi angaja aproximativ 80 de persoane. Aceste pământuri aparțineau familiei Visart de Bocarmé (castelul Bitremont). În septembrie 1753, unul dintre membrii acestei familii a obținut de la Maria Terezia a Austriei o diplomă de înnobilare prin care domeniul său era ridicat la rang de comitat.
La începutul secolului al XIX-lea, în localitate existau patru cărămiderii, exploatări de nisip, două mori și o fabrică de pipe. Între cele două războaie mondiale, numărul cărămideriilor ajunsese la cinci. Situația economică dificilă de după cel de-al Doilea Război Mondial a obligat populația să meargă la muncă în uzinele din Péruwelz și Leuze.
Satul este cunoscut și printr-un eveniment tragic: a fost scena primei crime cu nicotină cunoscută în lume. Este vorba despre asasinarea lui Gustave Fougnies de către cumnatul său, Hippolyte Visart de Bocarmé, la castelul Bitremont – care îi aparținea și unde locuia. Crima a fost comisă cu nicotină pură, un otrăvitor extrem de puternic, pe care asasinul o extrase el însuși din frunze de tutun printr-o serie de operațiuni de distilare.

## Demografie
- INS - 1831 până în 1970 = recensăminte, 1976 = numărul de locuitori la 31 decembrie.